# Оронгой (посёлок)
Оронго́й (бур. Оронго) — посёлок в Иволгинском районе Бурятии. Входит в сельское поселение «Оронгойское».

## География
Расположен к северо-западу от центра сельского поселения, улуса Оронгой, вблизи Белого озера (Саган-Нур).

## Население
| 2002 | 2010  |
| ---- | ----- |
| 1080 | ↘1061 |

## Экономика
- Предприятие «Оронгойремонтсервис» — ремонт техники, токарные работы.
- СПОК «Возрождение» — масло-молочное производство.

## Транспорт
Посёлок находится непосредственно за железнодорожным полотном линии Улан-Удэ — Наушки Восточно-Сибирской железной дороги, в 2,5 км к юго-востоку от федеральной автомагистрали А340 (Кяхтинский тракт)